# Рагби клуб Балкански комарац
Рагби клуб Балкански комарац је рагби јунион (рагби 15 ) клуб из Београда. Основан је 1984.

## Успеси
Финалиста купа - 2
1994, 1996